# Oromar Televisión
Oromar Televisión es un canal de televisión ecuatoriano lanzado el 1 de noviembre de 2010, operada por Sistemas Globales de Comunicación Hcglobal S.A.

## Historia
Oromar TV fue lanzado el 28 de junio de 2010 en señal de prueba, hasta que inicia oficialmente sus transmisiones el 1 de noviembre del mismo año al emitir la elección y coronación de la Reina de Manta del 2010.

## Programación
La programación de Oromar TV es de corte generalista y la mayor parte de ella son producciones propias, junto con la redifusión de series y telenovelas importadas de otros canales extranjeros. Oromartv obtuvo los derechos de emisión del Mundial de Fútbol Brasil 2014 y tuvo los derechos de los partidos de la serie A y B del Campeonato Ecuatoriano de Fútbol desde 2013 hasta 2016. En 2015, Oromar TV adquirió los derechos de las eliminatorias sudamericanas para el Mundial de Fútbol Rusia 2018.

### Programación actual
- Desde Tempranito
- Noticias Oromar 7 AM
- Noticias Oromar 12 PM
- Noticias Oromar 7 PM
- Comunidad Oromar 1 PM
- BLN: La Competencia
- Reinísimas
- Punto Penal
- Acorralada
- Bonanza
- Walker, Ranger de Texas
- El Gran Chaparral
- Butaca Premier
- Daniel Boone

El 19 de enero de 2024, días después del cambio de aspecto de 4:3 a 16:9 en la señal SD, el logo en pantalla salió de la zona segura 4:3 y los contenidos en dicha resolución pasaron a pan and scan, en el que las partes superior e inferior de la imagen son cortadas.

## Eslóganes
- 2017-2020: De aquí, como tú
- Noviembre 2020: 10 años ¡llenos de pasión!
- 2021-2023: Quédate con nosotros
- 2021-2023: Quédate un poquito más
- 2023-2024: El hogar de los recuerdos felices
- Desde 2024: Buena vibra